# 科米特 (蒙大拿州)
科米特（英語：Comet）是位於美國蒙大拿州傑佛遜縣的鬼鎮。

## 歷史
科米特的郵局於1877年設立，其後於1894年停運。

## 地理
科米特所處的海拔為高於海平面1947米（即6388英呎），而該地所採用的時區為UTC-7，即北美山地時區（MST）。同時該地設有夏令時間，為UTC-7調快一小時，即UTC-6（MDT）。